# 薩德尼希山
46°56′28″N 12°59′21″E / 46.941004°N 12.989223°E
薩德尼希山（德語：Sadnig），是奧地利的山峰，位於該國南部，由克恩頓州負責管轄，屬於戈爾德貝格山脈的一部分，海拔高度2,745米，每年平均降雨量2,643毫米。